# 대한민국의 지리

대한민국의 지리

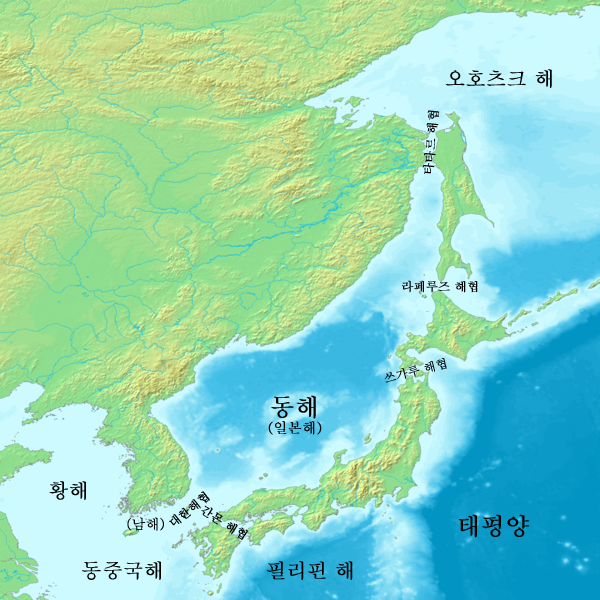
한반도 주변 바다의 이름

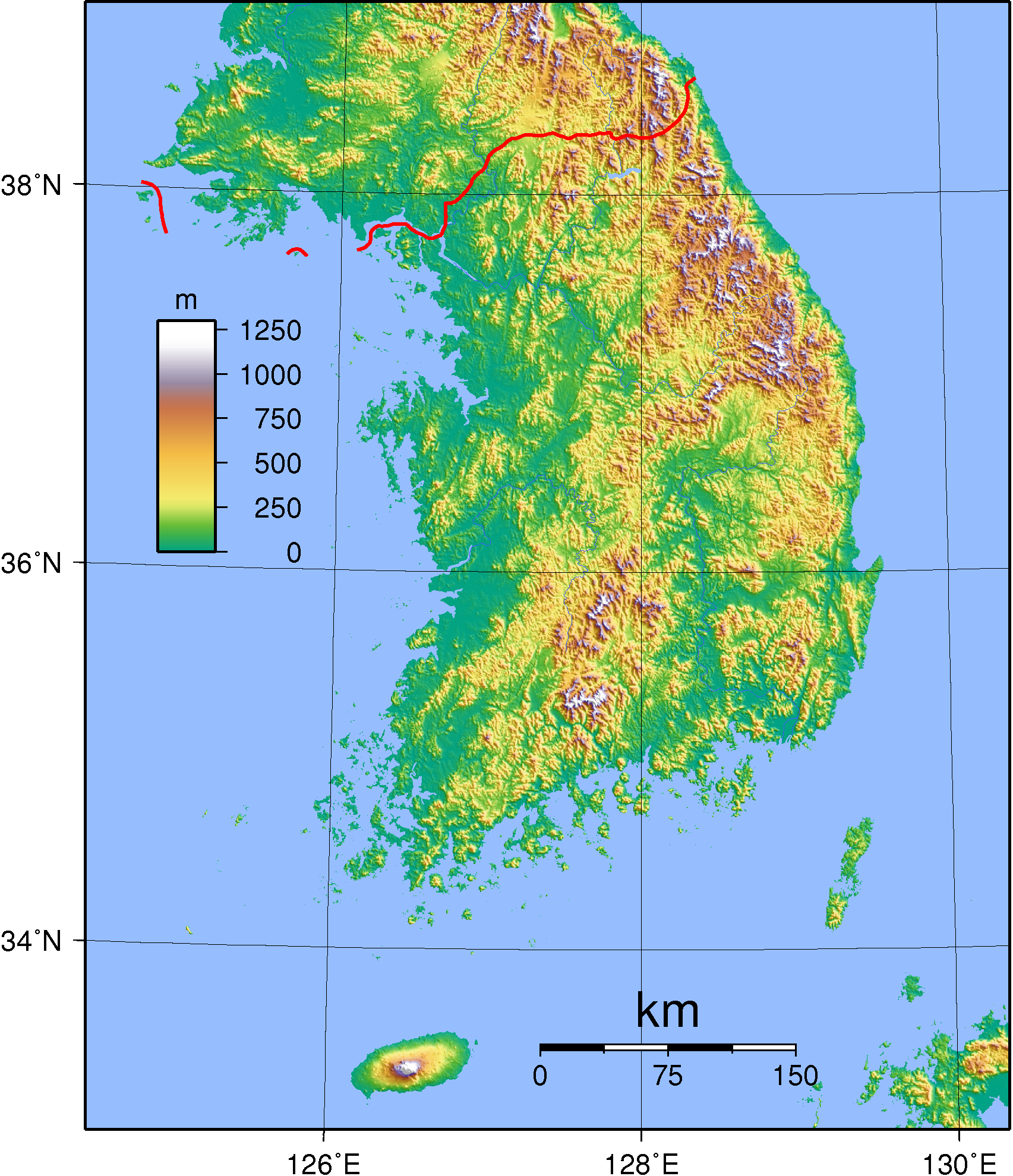
대한민국의 지형도

대한민국은 동해를 사이에 두고 일본과, 황해를 사이에 두고 중화인민공화국과 마주하며, 육지로는 군사 분계선을 사이에 두고 조선민주주의인민공화국과 맞닿아 있다.

## 산맥
한반도는 제3기 마이오세 이후에 일어난 단층과 요곡 운동의 결과 대체로 동고서저인 경동지형(頃東地形)을 이뤄서 높은 여러 산은 대부분 동해안에 치우쳐서 지형의 등줄기를 이룬다.
산지는 동쪽으로 급경사를 이루면서 동해안에 임박하지만, 서쪽으로는 완만한 경사를 이루어 서서히 고도를 낮추면서 서해안 쪽과 남쪽으로 하천이 흐르고 하천 중류나 하류보다 넓은 충적평야가 전개되어 있다. 대한민국의 산맥 가운데 가장 기본이 되는 것은 태백산맥과 소백산맥 등의 산맥이다. 대한민국은 특히 동부 지방에 고산이 많다. 동부 지방에 한반도의 등줄기로도 부르는 태백산맥이 있고 동부 지방을 대표할 정도로 전형이 될 만한 특징이 있는 산으로는 설악산이 있다. 태백산맥의 남서쪽으로 소백산맥이 이어지고 대표할 정도로 전형이 될 만한 특징이 있는 산으로 지리산이 있으며, 제주도에는 대한민국에서 가장 높은 산이자 휴화산인 한라산이 있다.
하천의 유량은 극히 불규칙하여 여름에는 집중호우로 연강수량의 약 60% 이상이 홍수로 유출되며, 가뭄 때에는 하상(河床)을 거의 노출시키는 하천이 많다. 대한민국을 대표할 정도로 전형이 될 만한 특징이 있는 강으로 위쪽에서 반시계 방향으로 한강, 금강, 영산강, 섬진강, 낙동강이 있다. 한반도의 대부분의 강은 산지가 많은 동쪽에서 평평하고 낮은 구릉이 대부분인 서쪽으로 흐른다.
산맥은 교통에 적지 않은 제약을 주어, 산맥을 경계로 하여 지역의 문화나 풍습이 크게 차이가 나기도 한다. 산맥으로 가로막힌 지방은 고개를 넘어 왕래했는데 영서 지방과 영동 지방을 연결하는 태백산맥의 대관령·한계령·진부령·미시령과 중서부와 영남 지방을 연결하는 소백산맥의 죽령·이화령·추풍령·육십령 등이 산맥을 넘는 주요한 교통로로 사용되어 왔다.

## 해안
대한민국 본토인 한반도의 서쪽은 황해, 동쪽은 동해, 남쪽은 남해와 맞닿아 있어 삼면이 바다로 둘러싸여 있고 가장 큰 부속 섬인 제주도 남쪽으로는 동중국해가 있다.
한반도의 서해안과 남해안은 해안선이 복잡한 리아스식 해안이다. 서해안과 남해안은 조수 간만의 차가 클 뿐만 아니라 연안의 해안지형이 꽤 평탄하여 넓은 간석지가 전개되어 있다. 동해 연안은 대부분 해안선이 단조롭고 수심이 깊으며, 간만의 차가 적다. 해안 근처에는 사구·석호 등이 형성되어 있고 멀리 해상에 화산섬인 울릉도와 독도가 있다.

## 기후
| 대한민국지리특성의 기후 | 대한민국지리특성의 기후 | 대한민국지리특성의 기후 | 대한민국지리특성의 기후 | 대한민국지리특성의 기후 | 대한민국지리특성의 기후 | 대한민국지리특성의 기후 | 대한민국지리특성의 기후 | 대한민국지리특성의 기후 | 대한민국지리특성의 기후 | 대한민국지리특성의 기후 | 대한민국지리특성의 기후 | 대한민국지리특성의 기후 | 대한민국지리특성의 기후 |
| 월                      | 1월                     | 2월                     | 3월                     | 4월                     | 5월                     | 6월                     | 7월                     | 8월                     | 9월                     | 10월                    | 11월                    | 12월                    | 연간                    |
| ----------------------- | ----------------------- | ----------------------- | ----------------------- | ----------------------- | ----------------------- | ----------------------- | ----------------------- | ----------------------- | ----------------------- | ----------------------- | ----------------------- | ----------------------- | ----------------------- |
| 역대 최고 기온 °C (°F)  | 23.6 (74.5)             | 24.5 (76.1)             | 28.2 (82.8)             | 33.7 (92.7)             | 37.4 (99.3)             | 38.0 (100.4)            | 39.9 (103.8)            | 41.0 (105.8)            | 37.5 (99.5)             | 32.1 (89.8)             | 28.0 (82.4)             | 23.3 (73.9)             | 41.0 (105.8)            |
| 역대 최저 기온 °C (°F)  | −32.6 (−26.7)           | −27.9 (−18.2)           | −23.0 (−9.4)            | −14.6 (5.7)             | −4.7 (23.5)             | −1.7 (28.9)             | 4.4 (39.9)              | 3.3 (37.9)              | −2.3 (27.9)             | −9.9 (14.2)             | −18.7 (−1.7)            | −26.8 (−16.2)           | −32.6 (−26.7)           |
| 출처:                   |                         |                         |                         |                         |                         |                         |                         |                         |                         |                         |                         |                         |                         |

## 같이 보기
- 대한민국의 극점
- 대한민국의 국립공원
- 한국의 호수 목록
- 한국의 강
- 한국의 산 목록
- 조선민주주의인민공화국의 지리